# Orseolia oryzivora
Espèce
Orseolia oryzivora, la cécidomyie du riz, est une espèce d'insectes diptères nématocères de la famille des Cecidomyiidae, originaire d'Afrique subsaharienne.
C'est une espèce inféodée au riz cultivé (Oryza sativa) et aux espèces sauvages apparentées du genre Oryza.
Le symptôme le plus visible d'une infestation par cet insecte est la présence dans la rizière de longues galles cylindriques d'environ 3 mm de diamètre et de quelques centimètres à 1,5 m de long. Ces galles, souvent de couleur blanc argenté, sont généralement connus sous les noms de « pousses d'argent » ou « galles feuille d'oignon ». À de faibles niveaux d'infestation, les galles peuvent être difficiles à détecter, mais en cas de forte infestations, on observe une réduction marquée du nombre de panicules  et par conséquent du rendement en grains.